# Decumaria sinensis
Decumaria sinensis là một loài thực vật có hoa trong họ Tú cầu. Loài này được Oliv. mô tả khoa học đầu tiên năm 1888.